# Ordine dell'Amicizia (Gabon)
L'Ordine dell'Amicizia è un ordine cavalleresco del Gabon.

## Storia
L'ordine è stato soppresso nel 1971 e sostituito dall'Ordine nazionale al merito.

## Classi
L'Ordine disponeva delle seguenti classi di benemerenza:
- Cavaliere di gran croce
- Grand'ufficiale
- Commendatore
- Ufficiale
- Cavaliere

| Nastri    |           |              |                 |                         |
| Cavaliere | Ufficiale | Commendatore | Grand'ufficiale | Cavaliere di gran croce |

## Insegne
- Il nastro era metà verde e metà giallo, con una stretta striscia centrale bianca, un bordo blu e un bordo rosso.